# Ян Баркер
Ян Баркер  (англ. Ian Barker; 10 серпня 1966) — британський яхтсмен, олімпійський медаліст.

## Виступи на Олімпіадах
| Олімпіада   | Дисципліна | Місце |
| ----------- | ---------- | ----- |
| Сідней 2000 | Клас 49er  | 2     |